# Boris Diecket
Boris Diecket (Abiyán, Costa de Marfil, 31 de enero de 1963) es un exfutbolista de Costa de Marfil que jugaba en las posiciones de defensa y centrocampista.

## Carrera

### Club
| Periodo   | Club              |
| --------- | ----------------- |
| 1979-1984 | Angers SCO        |
| 1984-1988 | Tours FC          |
| 1988-1989 | FC Nantes         |
| 1989-1990 | Red Star FC       |
| 1990-1991 | USL Dunkerque     |
| 1991-1994 | ES Viry-Châtillon |

### Selección nacional
Jugó para Costa de Marfil en cuatro ocasiones de 1986 a 1988 y participó en dos ediciones de la Copa Africana de Naciones.